# Stratiforme
Le terme stratiforme s'applique à un genre de nuages et de précipitations dont la formation est due à un mouvement vertical peu important mais soutenu. Par extension, le type de mouvement qui les engendre est aussi appelé stratiforme. 
Ces nuages en couche, en voile ou en nappe horizontale de grande étendue, se forment lorsque l'air est stable, c'est-à-dire lorsque la température potentielle augmente avec l'altitude. Ils proviennent de systèmes météorologiques à large échelle, comme une dépression, d'un soulèvement local dans de l'air stable ou d'une inversion de température en surface. Le type principal de ces nuages est la famille des stratus (nimbostratus, stratus et altostratus), ainsi que les brouillards.
Le terme désigne également les précipitations associées à certains de ces nuages. Elles sont étendues et peuvent être soutenues. Les stratus ne donnent en général que de la bruine ou des chutes de neige faibles. Les altostratus souvent donnent de la virga alors qu'un nimbostratus en général engendre des pluies assez durables. 